# دوسا مک‌داف
دوسا مک‌داف (انگلیسی: Dusa McDuff؛ زادهٔ ۱۸ اکتبر ۱۹۴۵) یک دانشمند در زمینه ریاضیات اهل بریتانیا است. 